# Intelsat III F-8
O Intelsat III F-8 era um satélite de comunicação geoestacionário construído pela TRW, ele era de propriedade da Intelsat, empresa atualmente sediada em Luxemburgo. O satélite tinha uma vida útil estimada de 5 anos.

## História
O Intelsat III F-8 fazia parte da série Intelsat III que era formada por oito satélites, que foram usados para retransmissão de telecomunicações comerciais globais, incluindo TV ao vivo.
O satélite era estabilizado por rotação com uma estrutura de antena despun (a sua antena tinha 34 polegadas de altura). Contava com um sistema de propulsão de hidrazina com quatro propulsores e quatro tanques. Controle térmico passivo. Com células solares que produziam 178 W de pico, nove baterias de NiCd Ahr. A carga consistia de dois transponders que utilizavam amplificadores TWTA de 12 watts para acesso múltiplo, 1500 circuitos de áudio ou quatro canais de TV. O Intelsat III F-1 foi inutilizado devido a falha do veículo de lançamento.

## Lançamento
O satélite foi lançado ao espaço no dia 23 de julho de 1970, às 23:23:00 UTC, por meio de um veículo Delta M a partir da Estação da Força Aérea de Cabo Canaveral, na Flórida, EUA. Após ocorrer um erro durante o seu lançamento o mesmo não conseguiu alcançar a órbita desejada. Ele tinha uma massa de lançamento de 293 kg.